# Openul Galez
Open-ul Galez este un turneu profesionist de snooker. Este unul dintre turneele de snooker la care se acordă puncte. A fost cunoscut și ca Open-ul Regal al Țării Galilor și Campionatul Senator al Țării Galilor.
Turneul a devenit turneu de snooker pe puncte în 1992.
Turneul se desfășoară în prezent la Llandudno în februarie.
Face parte din Home Nations Series, o serie de patru turnee care se desfășoară în cele patru regiuni istorice ale Marii Britanii: Anglia, Țara Galilor, Scoția și Irlanda de Nord.

## Câștigători
| An                             | Câștigător                     | Finalist                       | Scor                           | Loc de desfășurare                  | Sezon                          |
| Open-ul Regal al Țării Galilor | Open-ul Regal al Țării Galilor | Open-ul Regal al Țării Galilor | Open-ul Regal al Țării Galilor | Open-ul Regal al Țării Galilor      | Open-ul Regal al Țării Galilor |
| ------------------------------ | ------------------------------ | ------------------------------ | ------------------------------ | ----------------------------------- | ------------------------------ |
| 1992                           | Stephen Hendry                 | Darren Morgan                  | 9 - 3                          | Newport Centre                      | 1991/92                        |
| 1993                           | Ken Doherty                    | Alan McManus                   | 9 - 7                          | Newport Centre                      | 1992/93                        |
| 1994                           | Steve Davis                    | Alan McManus                   | 9 - 6                          | Newport Centre                      | 1993/94                        |
| 1995                           | Steve Davis                    | John Higgins                   | 9 - 3                          | Newport Centre                      | 1994/95                        |
| 1996                           | Mark Williams                  | John Parrott                   | 9 - 3                          | Newport Centre                      | 1995/96                        |
| 1997                           | Stephen Hendry                 | Mark King                      | 9 - 2                          | Newport Centre                      | 1996/97                        |
| 1998                           | Paul Hunter                    | John Higgins                   | 9 - 5                          | Newport Centre                      | 1997/98                        |
| 1999                           | Mark Williams                  | Stephen Hendry                 | 9 - 8                          | Cardiff International Arena         | 1998/99                        |
| 2000                           | John Higgins                   | Stephen Lee                    | 9 - 8                          | Cardiff International Arena         | 1999/00                        |
| 2001                           | Ken Doherty                    | Paul Hunter                    | 9 - 2                          | Cardiff International Arena         | 2000/01                        |
| 2002                           | Paul Hunter                    | Ken Doherty                    | 9 - 7                          | Cardiff International Arena         | 2001/02                        |
| 2003                           | Stephen Hendry                 | Mark Williams                  | 9 - 5                          | Cardiff International Arena         | 2002/03                        |
| Openul Galez                   |                                |                                |                                |                                     |                                |
| 2004                           | Ronnie O'Sullivan              | Steve Davis                    | 9 - 8                          | Welsh Institute of Sport in Cardiff | 2003/04                        |
| 2005                           | Ronnie O'Sullivan              | Stephen Hendry                 | 9 - 8                          | Newport Centre                      | 2004/05                        |
| 2006                           | Stephen Lee                    | Shaun Murphy                   | 9 - 4                          | Newport Centre                      | 2005/06                        |
| 2007                           | Neil Robertson                 | Andrew Higginson               | 9 - 8                          | Newport Centre                      | 2006/07                        |
| 2008                           | Mark Selby                     | Ronnie O'Sullivan              | 9–8                            | Newport Centre                      | 2007/08                        |
| 2009                           | Ali Carter                     | Joe Swail                      | 9–5                            | Newport Centre                      | 2008/09                        |
| 2010                           | John Higgins                   | Ali Carter                     | 9–4                            | Newport Centre                      | 2009/10                        |
| 2011                           | John Higgins                   | Stephen Maguire                | 9–6                            | Newport Centre                      | 2010/11                        |
| 2012                           | Ding Junhui                    | Mark Selby                     | 9–6                            | Newport Centre                      | 2011/12                        |
| 2013                           | Stephen Maguire                | Stuart Bingham                 | 9–8                            | Newport Centre                      | 2012/13                        |
| 2014                           | Ronnie O'Sullivan              | Ding Junhui                    | 9–3                            | Newport Centre                      | 2013/14                        |
| 2015                           | John Higgins                   | Ben Woollaston                 | 9–3                            | Motorpoint Arena în Cardiff         | 2014/15                        |
| 2016                           | Ronnie O'Sullivan              | Neil Robertson                 | 9–5                            | Motorpoint Arena în Cardiff         | 2015/16                        |
| 2017                           | Stuart Bingham                 | Judd Trump                     | 9–8                            | Motorpoint Arena în Cardiff         | 2016/17                        |
| 2018                           | John Higgins                   | Barry Hawkins                  | 9–7                            | Motorpoint Arena în Cardiff         | 2017/18                        |
| 2019                           | Neil Robertson                 | Stuart Bingham                 | 9–7                            | Motorpoint Arena în Cardiff         | 2018/19                        |
| 2020                           | Shaun Murphy                   | Kyren Wilson                   | 9–1                            | Motorpoint Arena în Cardiff         | 2019/20                        |
| 2021                           | Jordan Brown                   | Ronnie O'Sullivan              | 9–8                            | Celtic Manor Resort în Newport      | 2020/21                        |
| 2022                           | Joe Perry                      | Judd Trump                     | 9–5                            | ICC Wales în Newport                | 2021/22                        |
| 2023                           | Robert Milkins                 | Shaun Murphy                   | 9–7                            | Venue Cymru în Llandudno            | 2022/23                        |
| 2024                           | Gary Wilson                    | Martin O'Donnell               | 9–4                            | Venue Cymru în Llandudno            | 2023/24                        |
| 2025                           | Mark Selby                     | Stephen Maguire                | 9–6                            | Venue Cymru în Llandudno            | 2024/25                        |